# 川口康裕

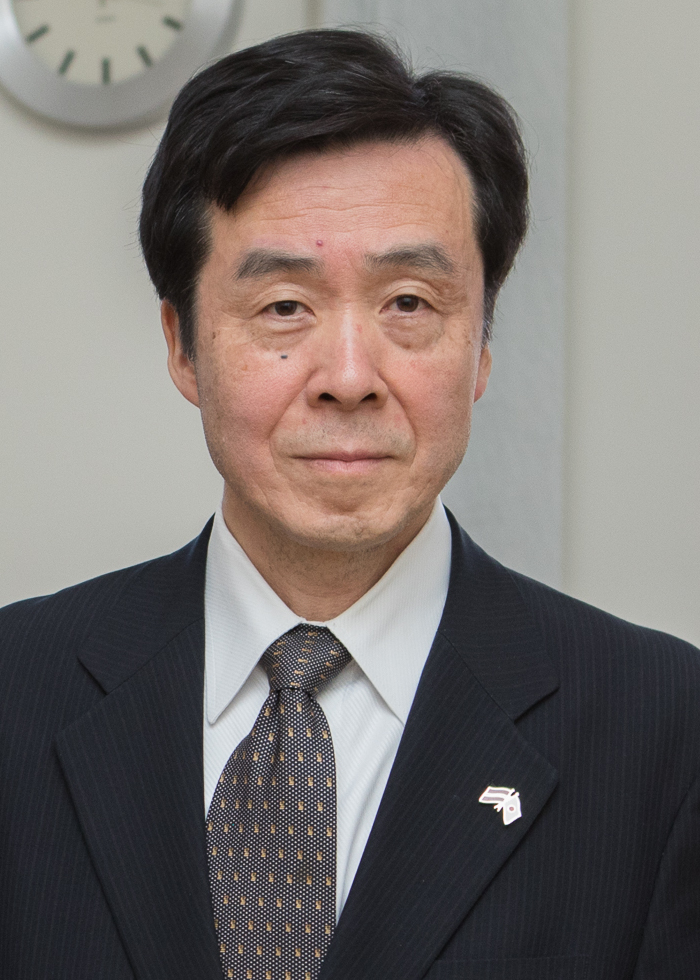
2019年4月

川口 康裕（かわぐち やすひろ、1957年12月24日 - ）は、日本の内閣府官僚、外交官。福田康夫総理が構想した消費者庁創設に参画し、消費者庁審議官を3年、同次長（局長級）を4年つとめた後、ラトビア共和国駐箚特命全権大使。消費者立法に長年にわたり携わり、経済企画庁国民生活局課長補佐を3年務め製造物責任法の成立を見届けて以来、調査官として消費者契約法、内閣参事官として、消費者庁及び消費者委員会設置法、消費者安全法、消費者庁審議官として、消費者の財産的被害の集団的な回復のための民事の裁判手続きの特例に関する法律（消費者裁判手続法）と合計5本の新法の策定を担当。また、内閣府国民生活局総務課長として、国民生活センターにADR（裁判外紛争処理制度）を導入した独立行政法人国民生活センター法、内閣参事官として、消費者庁設置に際し、関係省庁より消費者法を一括して移管した消費者庁及び消費者委員会設置法の施行に伴う関係法律の整備に関する法律、消費者庁審議官として、消費者安全調査委員会の創設,消費者安全確保地域協議会（見守りネットワーク）及び消費生活相談員の国家資格制度を導入した消費者安全法改正、同次長として、景品表示法に課徴金を導入、特定商取引法及び二度にわたる消費者契約法の改正を実現した。

## 人物・来歴
北海道出身。北海道札幌南高等学校を経て、1982年 東京大学法学部第3類（政治コース）卒業、経済企画庁入庁。ロンドン大学（ロンドン・スクール・オブ・エコノミクス）経済学修士。経済企画庁調整局国際経済第二課課長補佐、同国民生活局消費者行政第一課課長補佐、1994年大蔵省主計局主査（防衛三係）、1996年経済企画庁市場開放問題苦情処理対策官、1997年同広報室長、1998年国民生活局消費者契約法検討室長（調査官）､2000年在アメリカ合衆国日本国大使館参事官（米国マクロ経済等担当）等を経て、2003年 内閣府大臣官房企画調整課長として、公文書管理制度の充実に尽力し、ESPフォーキャストの創設に参画。2005年 内閣府参事官(経済社会システム、企画担当)として「骨太2006」における歳出・歳入一体改革を担当、2006年より 内閣府国民生活局総務課長として、国民生活審議会事務局。2008年福田総理の指示による消費者行政推進会議発足にあたり、内閣官房消費者行政一元化準備室参事官を務める。岸田文雄、野田聖子両消費者行政推進担当大臣の下、消費者庁関連3法案の企画立案、関係省庁（経済産業省、農林水産省、厚生省等）からの消費者法（特定商取引法、特定預託法、JAS法、食品衛生法、健康増進法等）の消費者庁への移管を担当。2009年 金融庁総務企画局参事官（指定職：監督局において、ゆうちょ銀行、かんぽ生命、貸金業の監督、マクロプルーデンスなど担当）。2011年 消費者庁審議官。2014年 消費者庁次長。2018年 消費者庁政策参与。消費者志向経営の推進等を担当。
同年ラトビア共和国駐箚特命全権大使。2021年同国離任にあたり、ラトビア共和国国家勲章である三つ星勲章（the Order of the Three Stars)受章。2021年依願免官。
この間、2001年―2003年米国National Economist Club 理事、2014年最高裁判所民事規則制定諮問委員会委員。明治学院大学法学部、早稲田大学法学部、法政大学大学院、筑波大学大学院などで、消費者法担当の非常勤講師。

## 著書・主要論文等[19]
- 「米国の製造物責任制度について」ジュリスト1035号 pp85－92 1993年
- 「製造物責任法の成立について」ジュリスト1051号 pp45－52 1994年（製造物責任法＜特集＞）
- 『逐条解説 製造物責任法』（共著）商事法務研究会 1995年
- 「消費者契約法の制定に向けて」『ジュリスト』pp99－105 1999年
- 「米国はインフレターゲットをしているか」『ESP』 471号 pp58－67 2004年
- 川口康裕「製造物責任法の立法過程 : ひとつの審議会行政の軌跡」『東京経大学会誌（経済学）』第249巻、東京経済大学経済学会、2006年3月、11-25頁、CRID 1050564287440718080、hdl:11150/605、ISSN 1348-6403。
- 「制定法からみた「消費者」と「消費者法」『消費者法研究【創刊第1号】』pp77－106 信山社 2016年
- 「消費者法の舞台裏」『日本法の舞台裏』pp23－29 商事法務 2016年
- 「消費者庁関連3法案の策定とその成立過程について」『名古屋大学 法政論集』pp1－22 2017年
- 「成年年齢引下げと消費者政策」『青山法務研究論集』pp67－85 2018年